# GALAH
GALAH es el acrónimo de Gay And Lesbian Atheists And Humanists (Ateistas y Humanistas Gays y Lesbianas), organización con sede en la ciudad de Washington.

## Objetivos
La organización tiene entre sus objetivos:
- La lucha por la igualdad de derechos para lesbianas, gais, transexuales, bisexuales y heterosexuales.
- La educación en favor del ateísmo y el humanismo.
- La lucha por la separación iglesia-estado.
- Servir de punto de encuentro a librepensadores.

Históricamente, GALAH ha sido una organización local en el área de Los Ángeles, pero se ha extendido gracias al movimiento queer existente en todo Estados Unidos. La organización cuenta con un boletín mensual que incluye información sobre campañas anti-fundamentalismo y comentarios que cuestionan el pensamiento religioso establecido.